# Phyllanthus mimicus
Phyllanthus mimicus är en emblikaväxtart som beskrevs av Grady Linder Webster. Phyllanthus mimicus ingår i släktet Phyllanthus och familjen emblikaväxter.
Artens utbredningsområde är Trinidad och Tobago. Inga underarter finns listade i Catalogue of Life.